# Charles Herbert (officier)
Charles Herbert (5 juillet 1774 - 12 septembre 1808) est un officier et homme politique de la marine royale britannique, qui siège à la Chambre des communes de 1806 à 1807. 

## Famille
Charles Herbert est le deuxième fils de Henry Herbert (1er comte de Carnarvon) et de Lady Elizabeth Alicia Maria Wyndham. Il épouse l'honorable Bridget Augusta Byng, fille de John Byng, 5e vicomte de Torrington le 9 juillet 1806 . 

## Carrière navale
Herbert entre très tôt dans la marine et est aspirant en 1790, lieutenant en 1793 et commandant en 1794, alors qu'il commande dans les Antilles. Les "importunités et les remontrances sans cesse" de son père aboutissent à sa promotion un an plus tard, en 1795, au rang de capitaine de vaisseau, il jouit d'une série de commandements réussis sur des frégates. Il commande l'amphitrite, ainsi que les frégates Amelia et Uranie. Il aurait pu nuire à ses perspectives d'avancement au début de 1802 en quittant son navire avant la conclusion de la paix, contre le vœu exprès de Lord St. Vincent. Un an plus tard, Saint-Vincent est prêt à passer à côté de cette «désertion» et, bien qu'il doute de pouvoir lui donner un commandement en mer, il pense qu'il pourrait lui trouver un emploi à terre. Peu de temps après, il est nommé capitaine d'un convoi à destination des Antilles . 
Herbert est élu député de Wilton aux élections générales de 1806. En 1807, Lord Pembroke le remplace à la dissolution, au profit de son oncle et homonyme Charles Herbert (1743-1816) . 
Un an plus tard, Herbert aurait abandonné sa famille pour se rendre en tant que «volontaire terrestre» dans la péninsule. Le 12 septembre 1808, il meurt noyé avec un compagnon après le renversement de leur bateau dans le port de Gijon . 